# Terradessus
Terradessus is een geslacht van kevers uit de familie  waterroofkevers (Dytiscidae).
Het geslacht is voor het eerst wetenschappelijk beschreven in 1982 door Watts.

## Soorten
Het geslacht omvat de volgende soorten:
- Terradessus anophthalmus Brancucci & Monteith, 1997
- Terradessus caecus Watts, 1982